# Nocena
Nocena (Calophasia) – rodzaj motyli z rodziny sówkowatych.
Motyle te mają dużą głowę z szerokim, porośniętym odstającymi łuskami czołem i bardzo dobrze wykształconą ssawką. Czułki samicy są gładkie, zaś samca słabo ząbkowane. Krępy tułów porastają szerokie, przylegające łuski. Skrzydło przednie jest szerokie i dość krótkie, zaś tylne ma zaokrąglony kształt. Odwłok jest krótki i gruby.
Gąsienice są fitofagami. Wśród ich roślin pokarmowych wymienia się lnice, ostróżki i wyżliny.
Przedstawiciele rodzaju występują w krainach palearktycznej, nearktycznej i neotropikalnej. W Polsce rodzaj reprezentuje tylko nocena księżycówka.
Takson ten wprowadzony został w 1829 roku przez Jamesa Francisa Stephensa. Należą do niego gatunki:
- Calophasia almoravida Graslin, 1863
- Calophasia angularis (Chrétien, 1911)
- Calophasia barthae Wagner, 1929
- Calophasia chubutiana Köhler, 1952
- Calophasia hamifera Staudinger, 1863
- Calophasia lunula Hufnagel, 1766 – nocena księżycówka
- Calophasia opalina Esper, 1793
- Calophasia oxygramma Boursin, 1963
- Calophasia platyptera Esper, 1788
- Calophasia sinaica (Wiltshire, 1948)